# Юльская, Юлия Борисовна
Ю́лия Бори́совна Ю́льская (1 [14] сентября 1902 — 18 октября 1986, Москва) — советская актриса, заслуженная артистка РСФСР (1947).

## Биография
Училась в студии при Киевском театре русской драмы, которую окончила в 1920 году. До 1929 года работала в театрах Украины, Крыма, Кавказа, после чего стала выступать в Московском областном драмтеатре (в то время назывался московским Деревенским театром), где работала до 1933 года. С 1934 года перешла в Московский ТЮЗ (до 1941 года — Госцентюз), где работала до 1962 года. Кроме театральной деятельности занималась озвучиванием мультфильмов, выступала на радио.
Умерла 18 октября 1986 года. Прах захоронен в колумбарии на Донском кладбище.

## Роли в кино
- 1974 — Хождение по мукам (телесериал) — старушка (8-я серия «Даша»)
- 1975 — Следствие ведут ЗнаТоКи. Ответный удар, 1 серия — Татьяна Сергеевна
- 1976 — Ну, публика! (фильм-спектакль) — бабушка, гостья Саши и Вари
- 1983 — В городе хорошая погода… (фильм-спектакль) — доктор Суздалева Софья Романовна

## Мультфильмы
- 1938 — Мальчик-с-пальчик — Мальчик (в титрах не указана)
- 1939 — Лимпопо (в титрах не указана)
- 1939 — Мойдодыр — Мальчик-грязнуля (в титрах не указана)
- 1940 — Медвежонок — Медвежонок (в титрах не указана)
- 1940 — Сказка о попе и его работнике Балде — Бесёнок
- 1941 — Бармалей — девочка
- 1945 — Теремок — Мышка
- 1946 — Орлиное перо — Заяц (в титрах не указана)
- 1946 — Павлиний хвост — Лиса (в титрах не указана)
- 1946 — Песенка радости — Заяц; Девочка (в титрах не указана)
- 1946 — У страха глаза велики — Заяц (в титрах не указана)
- 1947 — Веселый огород — Девочка (в титрах не указана)
- 1948 — Слон и муравей — Муравей (в титрах не указана)
- 1950 — Когда зажигаются ёлки — Ваня Иванов; зайчик для Люси
- 1951 — Лесные путешественники — Бельчонок
- 1952 — Зай и Чик — Зай; Чик (в титрах не указана)
- 1953 — Волшебный магазин — Девочка
- 1953 — Непослушный котёнок — Ежонок
- 1953 — Братья Лю — козочка
- 1954 — Оранжевое горлышко — цыплёнок
- 1954 — Стрела улетает в сказку — Таня; щенок Бобик
- 1954 — Три мешка хитростей — Ёжик (в титрах не указана)
- 1954 — В лесной чаще — Заяц (в титрах не указана)
- 1954 — Два жадных медвежонка — Медвежонок (в титрах не указана)
- 1954 — На лесной эстраде — Ежиха (в титрах не указана)
- 1955 — Необыкновенный матч — Заяц; кукла Люся
- 1955 — Снеговик-почтовик — Девочка; Дружок
- 1955 — Ореховый прутик — Григораш
- 1955 — Упрямое тесто — Котёнок
- 1955 — Заколдованный мальчик — бельчата (в титрах не указана)
- 1956 — Старые знакомые — Заяц
- 1956 — Гадкий утёнок — Гадкий утёнок (в титрах не указана)
- 1956 — Двенадцать месяцев — Дочка (в титрах не указана)
- 1956 — Пирожок — Цыплёнок (в титрах не указана)
- 1956 — Приключения Мурзилки — Мурзилка (в титрах не указана)
- 1957 — Волк и семеро козлят — Козлёнок (в титрах не указана)
- 1958 — Мы за солнышком идём — Заяц (в титрах не указана)
- 1958 — Петя и Красная Шапочка — Заяц (в титрах не указана)
- 1958 — Краса ненаглядная — Девушка; Заяц (в титрах не указана)
- 1959 — Вернулся служивый домой
- 1959 — Приключения Буратино — крысёнок / лягушка (в титрах не указана)
- 1960 — Мультипликационный Крокодил № 2 — Змейка (в титрах не указана)
- 1960 — Мурзилка и великан — Мурзилка (в титрах не указана)
- 1960 — Мурзилка на спутнике — Мурзилка (в титрах не указана)
- 1960 — Винтик и Шпунтик. Весёлые мастера — Незнайка (в титрах не указана)
- 1962 — Светлячок № 2 — Светлячок (в титрах не указана)
- 1963 — Бабушкин козлик. Сказка для взрослых — Козлик
- 1963 — Сказка о старом кедре — Шишка
- 1963 — Хочу быть отважным — Тигрёнок (в титрах не указана)
- 1964 — Петух и краски — Щенок
- 1964 — Дядя Стёпа — милиционер — Мальчик
- 1965 — Светлячок № 6 — Светлячок
- 1965 — Чьи в лесу шишки? — Зайчонок
- 1966 — Жёлтик — Щенок (в титрах не указана)
- 1966 — Светлячок № 7
- 1967 — Зеркальце — Ёж
- 1968 — Козлёнок, который считал до десяти — Телёнок; Корова; Свинья
- 1968 — Русалочка — Морская ведьма
- 1968 — Самый большой друг — Цыплёнок; Щенок
- 1968 — Хочу бодаться! — Козлик; Овца
- 1969 — Украденный месяц — Филипп
- 1969 — Лиса, медведь и мотоцикл с коляской — вторая пчёлка
- 1970 — Лесная хроника — Заяц
- 1970 — Весёлая карусель № 2. Два весёлых гуся — Бабуся
- 1971 — Весёлая карусель № 3. Рыжий, рыжий, конопатый — ехидные старушки
- 1978 — Дождь — Баба
- 1982 — Приключения волшебного глобуса, или Проделки ведьмы — Григораш